# Episodi di Diario di una squillo perbene (prima stagione)
La prima stagione della serie televisiva Diario di una squillo perbene è stata trasmessa nel Regno Unito dal 27 settembre al 15 novembre 2007 su ITV 2.
In Italia la stagione è andata in onda dal 1º febbraio al 22 marzo 2009 su Fox Life.
| nº | Titolo originale | Titolo italiano | Prima TV UK       | Prima TV Italia  |
| -- | ---------------- | --------------- | ----------------- | ---------------- |
| 1  | Episode 1.1      | Episodio 1      | 27 settembre 2007 | 1º febbraio 2009 |
| 2  | Episode 1.2      | Episodio 2      | 4 ottobre 2007    | 8 febbraio 2009  |
| 3  | Episode 1.3      | Episodio 3      | 11 ottobre 2007   | 15 febbraio 2009 |
| 4  | Episode 1.4      | Episodio 4      | 18 ottobre 2007   | 22 febbraio 2009 |
| 5  | Episode 1.5      | Episodio 5      | 26 ottobre 2007   | 1º marzo 2009    |
| 6  | Episode 1.6      | Episodio 6      | 1º novembre 2007  | 8 marzo 2009     |
| 7  | Episode 1.7      | Episodio 7      | 8 novembre 2007   | 15 marzo 2009    |
| 8  | Episode 1.8      | Episodio 8      | 15 novembre 2007  | 22 marzo 2009    |